# Urszula Szuścik
Urszula Jolanta Szuścik – polska psycholog, dr hab., profesor nadzwyczajny Instytutu Pedagogiki Wydziału Nauk Społecznych Uniwersytetu Śląskiego i Katedry Pedagogiki, Psychologii i Antropologii Wydziału Humanistycznego i Społecznego Akademii Technicznej i Humanistycznej w Bielsku-Białej.

## Życiorys
W 1982 ukończyła studia edukacji artystycznej w zakresie sztuk plastycznych na Uniwersytecie Śląskim w Katowicach. 7 października 1993 obroniła pracę doktorską Kształtowanie percepcji wzrokowej jako stymulator działań plastycznych, następnie uzyskała stopień doktora habilitowanego. Otrzymała nominację profesorską.
Objęła funkcję profesora nadzwyczajnego Instytutu Pedagogiki Wydziału Nauk Społecznych Uniwersytetu Śląskiego i Katedry Pedagogiki, Psychologii i Antropologii Wydziału Humanistycznego i Społecznego Akademii Technicznej i Humanistycznej w Bielsku-Białej.
Była dyrektorem w Instytucie Nauk o Edukacji na Wydziale Etnologii i Nauk o Edukacji w Cieszynie Uniwersytetu Śląskiego w Katowicach.